# Rodrigo de Ceballos
Rodrigo de Ceballos (aussi orthographié Çavallos, Cevallos, Zaballos, né vers 1525 à Aracena, dans la province de Huelva, et mort à Grenade en 1581, est un compositeur espagnol de la Renaissance.

## Biographie
Ordonné prêtre à Séville en 1556, il est déjà maître de chapelle à Malaga depuis 1554. Il est ensuite nommé à la cathédrale de Cordoue en 1556. Après un concours public, il obtient la même charge, bien que plus prestigieuse, à la chapelle royale de Grenade le 28 juin 1561, un poste qu'il occupera jusqu'à sa mort en 1581.
Il fait partie des compositeurs de l'école andalouse aux côtés d'autres plus connus, dont Francisco Guerrero ou Cristóbal de Morales. Ses œuvres sont préservées dans les archives de plusieurs cathédrales et monastères d'Espagne et d'Amérique latine, notamment « aux cathédrales de Huesca, de la Seo de Saragosse, de Tolède, à l'église Santiago de Valladolid, à la bibliothèque Medinaceli et à celle du monastère de l'Escurial ».  Cette profusion souligne la notoriété du compositeur en son temps, bien que certaines de ses partitions ont parfois été attribuées à tort à Francisco de Ceballos, maître de chapelle de la cathédrale Sainte-Marie de Burgos, apparemment sans liens de parenté avec lui.

## Œuvre
79 partitions de Rodrigo de Ceballos nous sont parvenus, dont 39 motets, 3 messes, 8 psaumes pour les vêpres, 6 hymnes, 8 Magnificat, un cycle de lamentations et 7 œuvres profanes, outre des madrigaux et des villancicos.

## Enregistrements

### Uniquement consacré à Rodrigo de Ceballos
- Rodrigo de Ceballos, Lamentaciones, Ensemble Gilles Binchois, dir. Dominique Vellard, CD Alma Viva DS0136 (2005)

### Anthologies
- Medieval & Renaissance Gardens In Music, Orlando Consort, CD Harmonia Mundi USA (2006)
- Canticum Canticorum: Spanish polyphonic settings from the Song of Songs, Orchestra of the Renaissance, dir. Richard Cheetham et Michael Noone, CD Glossa GCD C81403 (2008)
- Song of Songs, Stile Antico, CD Harmonia Mundi HMU 807489 (2009)

## Source
- Marc Honegger (dir.), Dictionnaire de la musique, t. 1, Paris, Bordas, 1986, p.222.